# Victor Martins
Pour les articles homonymes, voir Martins.
Victor Martins, né le 16 juin 2001 à Quincy-sous-Sénart (Essonne), est un pilote automobile franco-portugais, membre de l'équipe de France Circuit FFSA et de la Williams Racing Driver Academy. 
Vainqueur du championnat de Formula Renault Eurocup en 2020 puis du championnat de Formule 3 FIA 2022, il est engagé depuis 2023 en FIA Formule 2 avec l'écurie ART Grand Prix.

## Biographie

### 2001-2016: jeunesse et révélation en karting
Victor Martins naît le 16 juin 2001 à Quincy-sous-Sénart, d'une mère française et d'un père portugais. Possédant la double nationalité franco-portugaise, il évolue en sport automobile sous licence française. 
Il s'intéresse tout d'abord à la gymnastique ;  étant licencié du club de gymnastique de Sénart, il devient champion de France dans la catégorie des moins de dix ans, en 2011. À l'âge de onze ans, il découvre le karting, par l'intermédiaire d'un ami de son père, qui pilote en Porsche Carrera Cup France. Sur la piste de Moissy-Cramayel, il est repéré par le propriétaire du circuit et signe rapidement dans le club de Lieusaint. Il s'engage en compétition officielle en 2014, dans le championnat de France en catégorie Cadet, se classant sixième en 2014, puis troisième en 2015. Dans le même temps, malgré les compétitions, il passe en candidat libre le Diplôme national du brevet avec mention Bien, et continue ses études au CNED. L'année suivante, la FFSA l'intègre dans son « Programme 10-15 » de détection des jeunes talents et l'encadre avec l'Auto Sport Academy.
En 2016, Martins fait ses débuts internationaux. Malgré son inexpérience, il inscrit des résultats impressionnants, se classant notamment troisième du championnat d'Europe OK-Junior,. En novembre, il est sacré champion du monde OK-Junior, sur le circuit international de Sakhir à Bahreïn,. Comparé à Stoffel Vandoorne, du fait de sa concentration, de son physique et de sa constante remise en question, il est considéré comme la star montante du sport automobile français, en étant sacré champion du monde à seulement quinze ans. Dès septembre, il obtient l'occasion d'essayer une Formule 4, lors de la fin de saison du Championnat de France F4 ; pilote invité et inéligible aux points, il s'adjuge deux podiums sur le circuit Bugatti, alors que c'est la première fois qu'il pilote une monoplace.

### 2017-2020: débuts et confirmation en monoplace

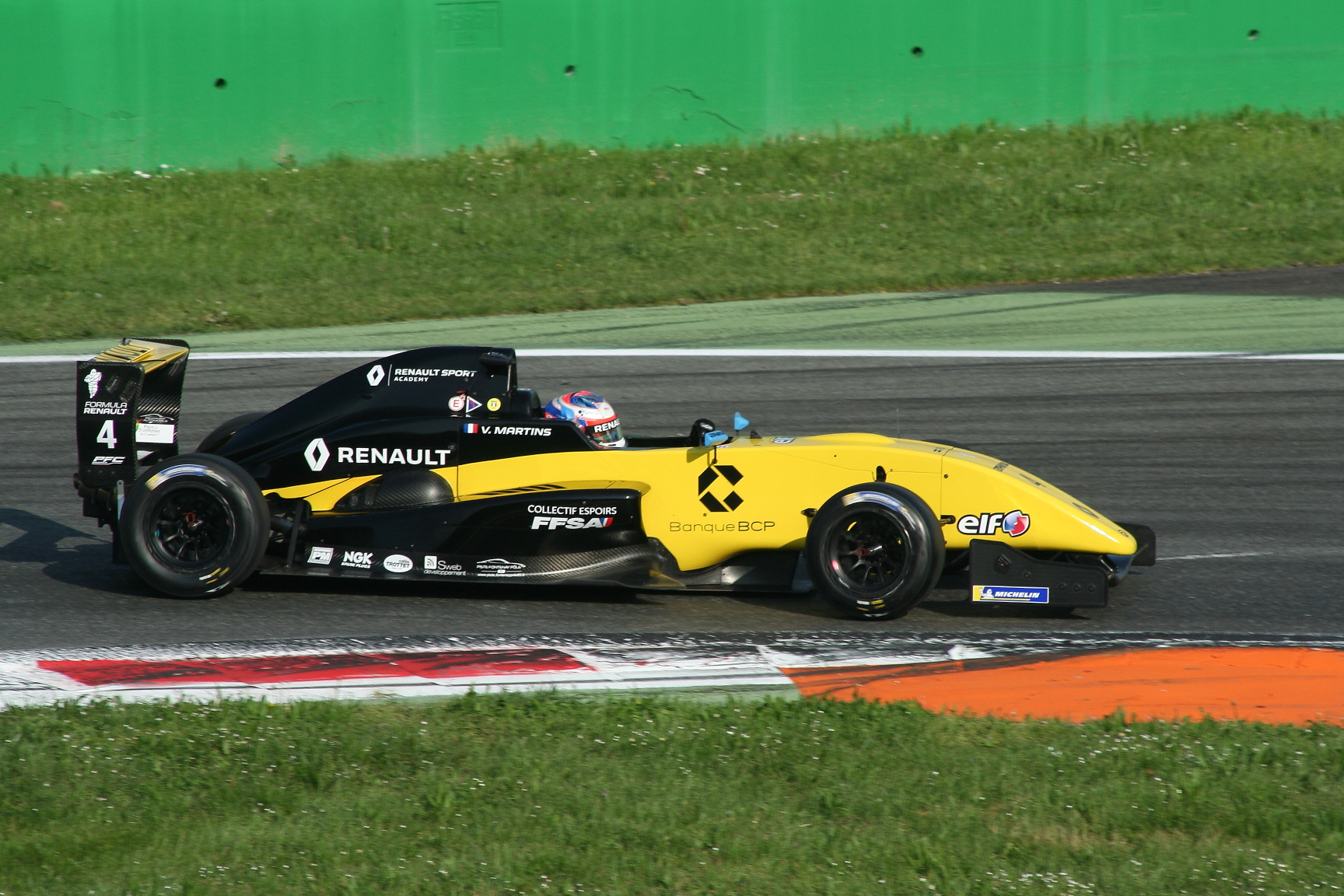
Victor Martins en Formule Renault 2.0 en 2018 à Monza.

Champion du monde OK-Junior en 2016, il décide dans un premier temps de continuer en karting dans le championnat OK. Malgré de bons débuts, il décide d'arrêter son programme en karting pour se concentrer sur la monoplace avec le championnat de France de Formule 4. Victor Martins a pour objectif, le titre de champion de France, pour ensuite intégrer la Renault Sport Academy, et, plus tard, l'Eurocup Formula Renault 2.0. Lors du meeting d'ouverture, sur le circuit Paul Armagnac, il remporte deux des trois manches, signe les deux pole positions ainsi que les trois meilleurs tours en course, lui permettant de prendre la tête du championnat. Obtenant de nombreux podiums, il termine à la deuxième place au classement général avec 299 points, échouant à quatre unités du champion Arthur Rougier.
L'année suivante, il dispute la saison d'Eurocup Formula Renault 2.0 au sein de l'équipe R-ace GP, avec laquelle il avait effectué des tests en 2017. Assez régulier, il rentre rapidement dans les points et décroche son premier podium sur le circuit de Monaco ; il finit cinquième du championnat avec six podiums dont deux victoires. Également engagé dans la Formula Renault 2.0 Northern European Cup, il remporte sa première victoire en Formule Renault à Monza et se classe sixième du championnat.
En 2019, Victor Martins décide de quitter R-ace GP, afin de s'engager avec MP Motorsport. Après quatre épreuves en dents de scie, il obtient son premier succès de l'année lors du meeting de Monaco et remporte sa deuxième victoire sur le Hungaroring. Durant le championnat, le Français revient peu à peu sur Oscar Piastri, grâce à une fin de saison marquée par cinq victoires et sept pole positions sur les huit dernières courses ; cependant, il échoue à sept points et demi de l'Australien. 
Malgré l'envie de rejoindre la Formule 3 FIA, la perte du soutien de la Renault Sport Academy le force à rester en Formula Renault Eurocup pour ce qui est sa troisième année dans le championnat, avec ART Grand Prix, nouvelle équipe dans le championnat. La saison est rapidement caractérisée par un duel à deux pour le titre entre Martins et Caio Collet, les deux étant séparés de deux points à la mi-saison. Alors que Martins prend de l'avance sur son rival brésilien, ce dernier subit des problèmes mécaniques en fin de championnat ; Victor Martins est finalement sacré champion avec 44 points de plus que Collet.

### 2021-2022: retour dans l'Alpine Academy et champion de Formule 3

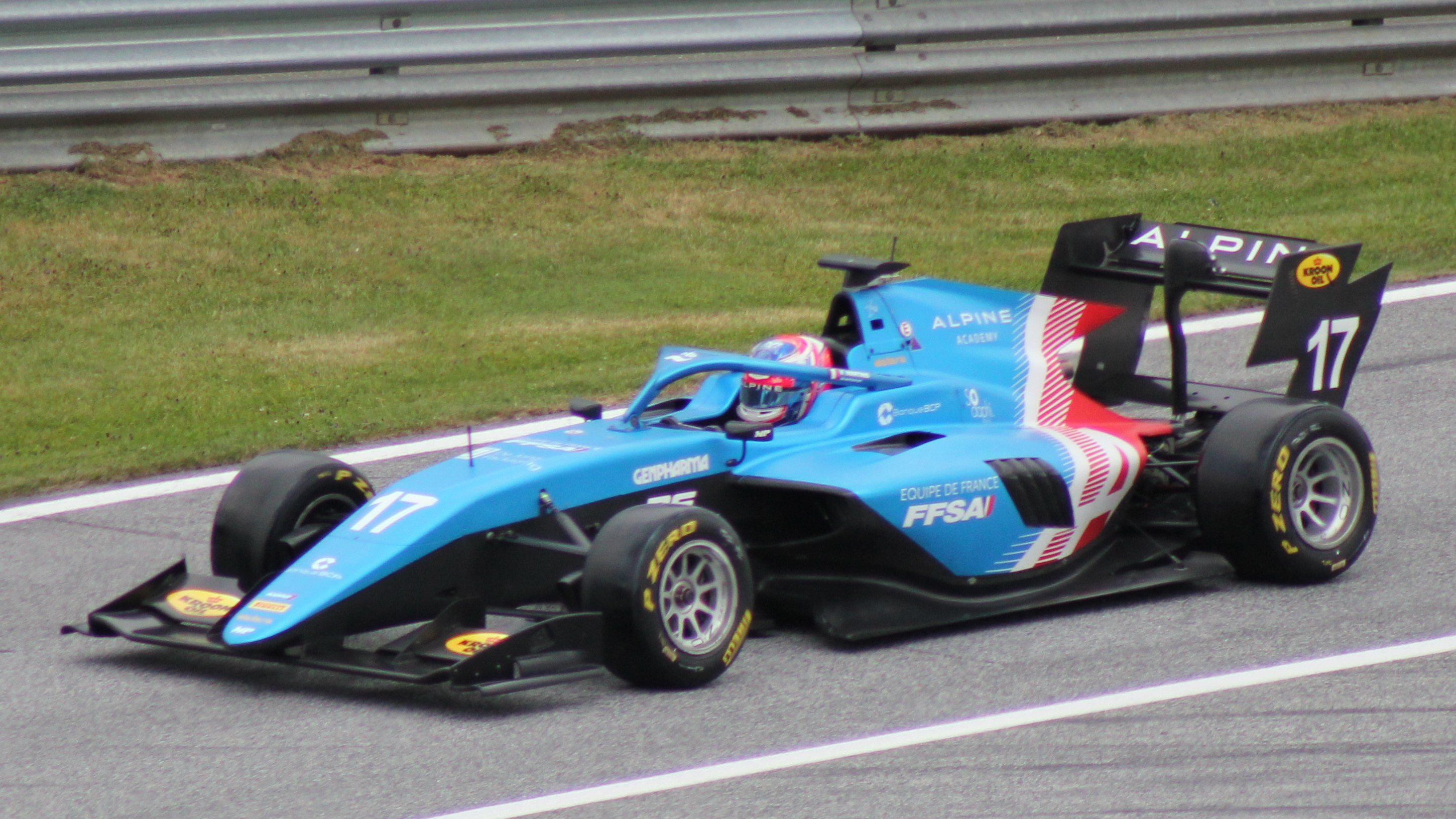
Martins en Formule 3 FIA en 2021.

Le 10 février 2021, Victor Martins réintègre officiellement l'Alpine Academy, programme de jeunes pilotes de l'écurie Alpine F1 Team et anciennement Renault Sport Academy, dont il avait été exclu en 2019. Il est en même temps officialisé chez MP Motorsport pour la saison 2021 du championnat de Formule 3 FIA. Le Français termine cinquième du championnat avec six podiums, dont une victoire à Zandvoort.
L'année suivante, Martins décide de s'engager avec ART Grand Prix ; à l'issue du premier meeting, le pilote français décroche la victoire. En Espagne, il s'impose une nouvelle fois et obtient son unique meilleur tour de la saison. Grâce à sa régularité dans les points durant le championnat, il lutte pour le titre face à son compatriote Isack Hadjar et s’adjuge la couronne, lors du dernier meeting à Monza avec 139 points.

### Depuis 2023: Formule 2

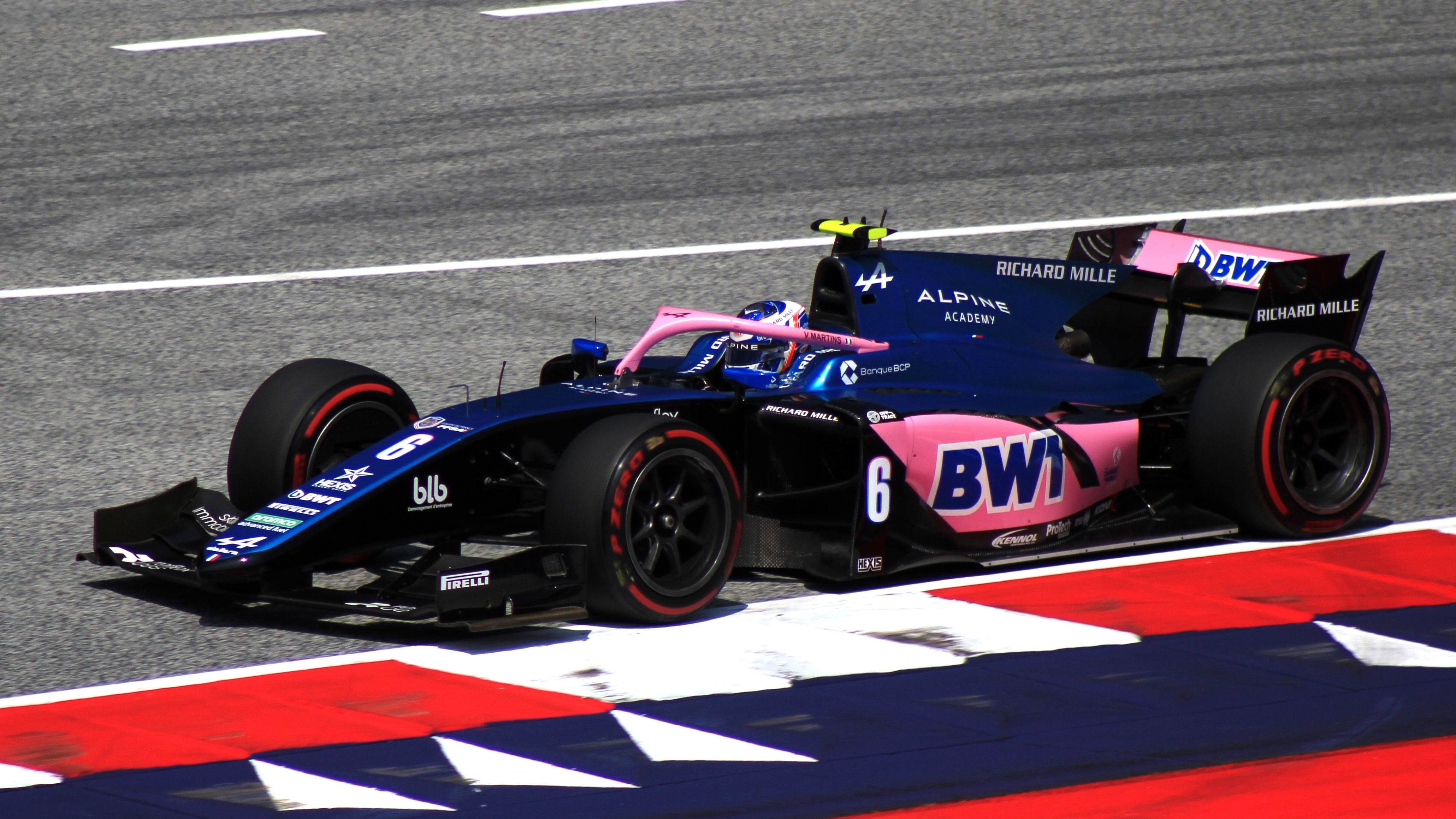
Victor Martins à bord d'une Formule 2 sur la piste de Spielberg en 2023.

Le 20 janvier 2023, Victor Martins est titularisé au sein de l'équipe ART Grand Prix pour la saison 2023 du Championnat de Formule 2 FIA. Durant la première épreuve, disputée sur le circuit de Sakhir, il effectue des débuts remarqués en obtenant la deuxième place des qualifications ; il monte sur son premier podium lors de la course sprint, en terminant troisième. Il doit cependant abandonner durant la manche principale, victime d'un accident au premier tour. Au cours du meeting suivant à Djeddah, le Français signe sa première pole position dans la catégorie, avant de s'adjuger un nouveau podium durant la course sprint, où il finit deuxième. Longtemps en lutte pour la victoire face à Oliver Bearman lors de l'épreuve principale, il doit cependant abandonner après un nouvel accident. Il décroche une nouvelle pole position lors de l'épreuve du Red Bull Ring, mais ne parvient pas à transformer cette performance en course principale, ne terminant que neuvième. À nouveau en pole position lors de la manche suivante disputée à Silverstone, Martins remporte sa première victoire dans le championnat durant la course principale, malgré une pénalité de 5 secondes pour dépassement non-réglementaire. En seconde partie de saison, il monte sur quatre podiums qui lui permettent de terminer cinquième du championnat avec 150 points et obtient le titre de meilleur débutant de l'année.

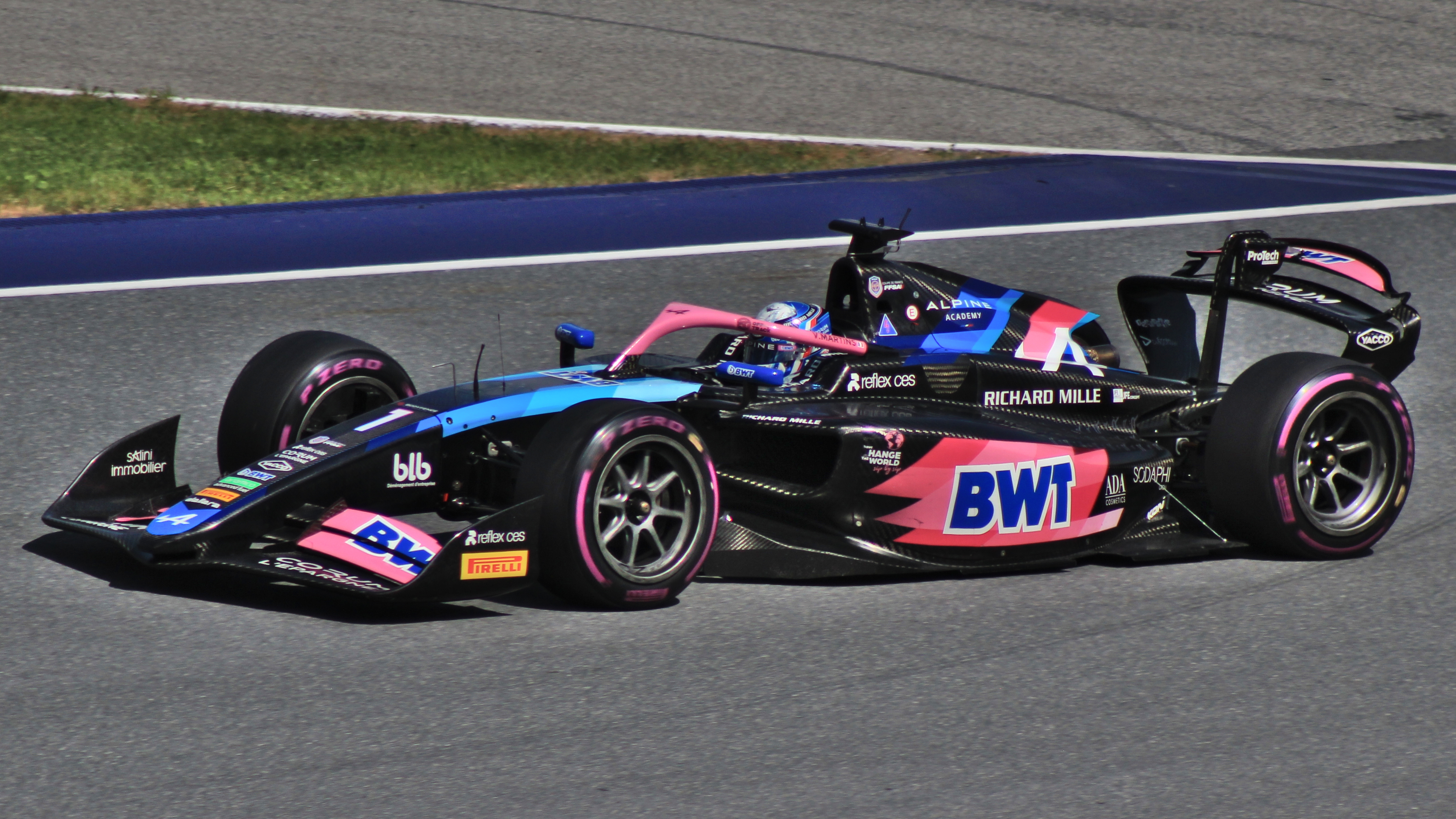
Victor Martins en Formule 2 en 2024.

Ses espoirs de bien figurer en 2024 sont rapidement douchés par le manque de compétitivité de sa monoplace qui s'avère en outre peu fiable. Après quatre épreuves, le Français a subi deux abandons et n'a qu'une onzième place comme meilleur résultat ; il marque ses premiers points en Australie et s'adjuge le meilleur tour en course à Imola. Qualifié deuxième à Monaco, Victor Martins ne parvient pas à transformer cette performance en course, étant victime d'un abandon lors de la sprint, puis d'un mauvais départ lors de l'épreuve principale qui le fait chuter à la neuvième place,. À Barcelone, il parvient à renouer avec la victoire durant la course sprint ; le lendemain, il connait en revanche un nouvel abandon à la suite d'un accrochage avec Dennis Hauger dès le premier virage. Sur le Hungaroring, il obtient un double podium. Au terme de la saison, le Français termine septième du championnat avec 107 points.
Victor Martins se réengage pour une troisième année de Formule 2 avec ART Grand Prix en 2025, cette fois-ci sans le soutien d'Alpine, dont il a quitté l'académie fin 2024 ; le 31 mars 2025, le Francilien annonce qu'il rejoint l'académie de Williams Racing.

## Résultats

### Palmarès en karting
- 3e du championnat de France Cadet en 2015
- 3e du championnat d'Europe OK-Junior avec deux victoires en 2016
- Vainqueur de la WSK Final Cup en OK-Junior en 2016
- Champion de Belgique en X30 Junior en 2016
- Champion du monde de karting OK-Junior en 2016

### Résultats en formules de promotion
| Saison | Championnat                     | Écurie              | Courses | Victoires | Pole positions | Meilleurs tours | Podiums | Points inscrits | Classement |
| ------ | ------------------------------- | ------------------- | ------- | --------- | -------------- | --------------- | ------- | --------------- | ---------- |
| 2016   | Championnat de France F4        | FFSA Academy        | 4       | 0         | 0              | 0               | 2       | 0†              | NC         |
| 2017   | Championnat de France F4        | FFSA Academy        | 21      | 4         | 9              | 10              | 11      | 299             | 2e         |
| 2018   | Formula Renault Eurocup         | R-ace GP            | 20      | 2         | 2              | 2               | 6       | 186             | 5e         |
| 2018   | Formula Renault 2.0 NEC         | R-ace GP            | 12      | 1         | 1              | 3               | 2       | 83              | 6e         |
| 2019   | Formula Renault Eurocup         | MP Motorsport       | 20      | 6         | 9              | 5               | 14      | 312,5           | 2e         |
| 2019   | Championnat d'Asie de Formule 3 | Pinnacle Motorsport | 3       | 0         | 0              | 0               | 2       | 0†              | NC         |
| 2020   | Formula Renault Eurocup         | ART Grand Prix      | 20      | 7         | 10             | 8               | 14      | 348             | Champion   |
| 2021   | Formule 3 FIA                   | MP Motorsport       | 20      | 1         | 0              | 4               | 6       | 131             | 5e         |
| 2022   | Formule 3 FIA                   | ART Grand Prix      | 18      | 2         | 0              | 1               | 6       | 139             | Champion   |
| 2023   | Formule 2                       | ART Grand Prix      | 26      | 1         | 3              | 6               | 10      | 150             | 5e         |
| 2024   | Formule 2                       | ART Grand Prix      | 28      | 1         | 1              | 2               | 5       | 107             | 7e         |
| 2025   | Formule 2                       | ART Grand Prix      | 19      | 0         | 2              | 0               | 2       | 69              | 10e        |

† Martins étant un pilote invité, il était inéligible pour marquer des points.

### Autre victoire
- 2025 : vainqueur de la Coupe des Nations avec Sébastien Loeb